# Tramwaje w Porto

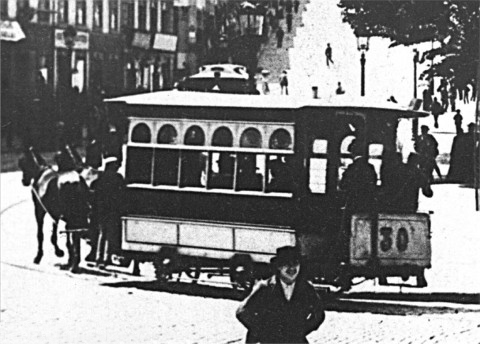
Tramwaj konny

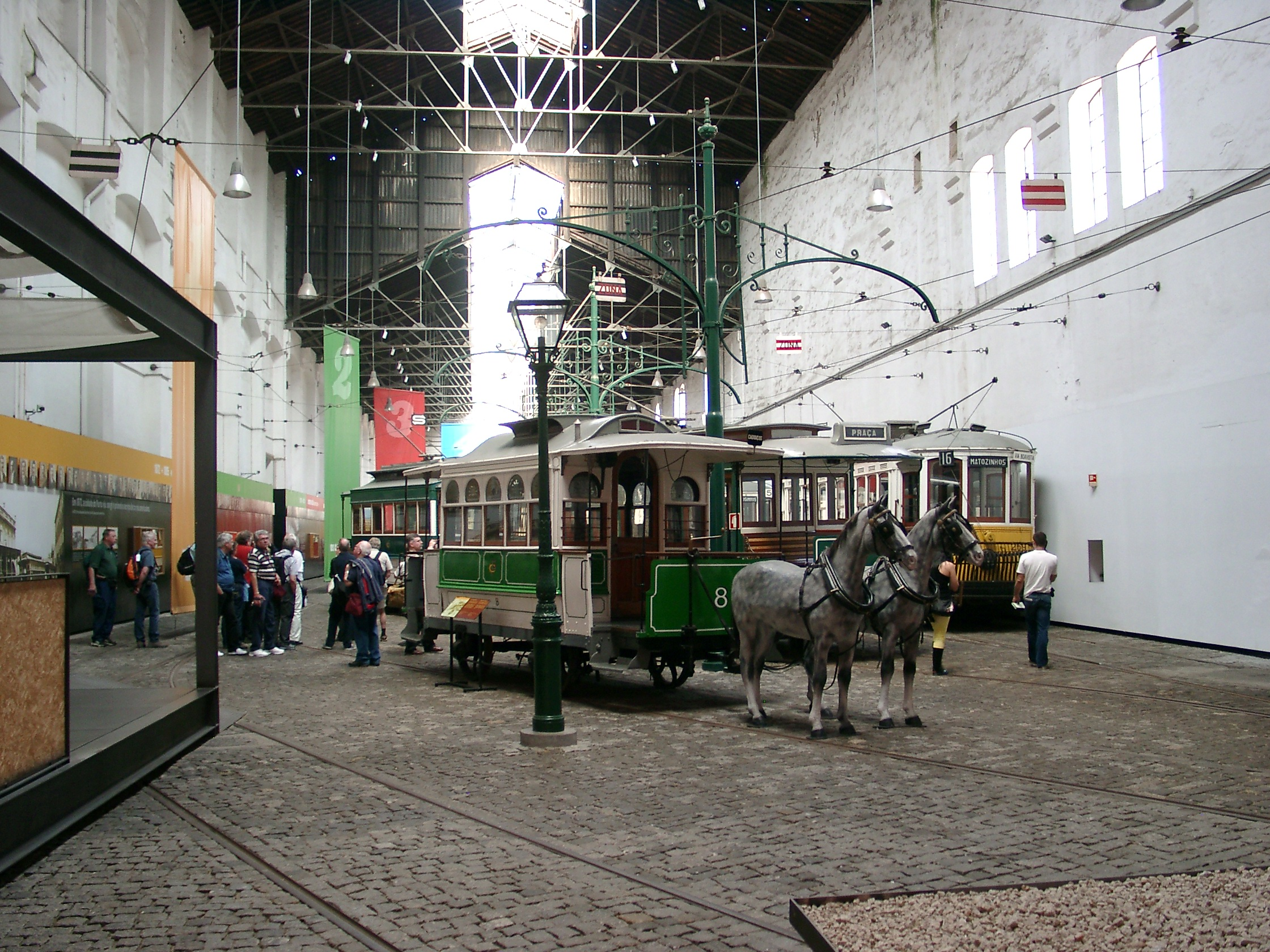
Muzeum tramwajów w Porto

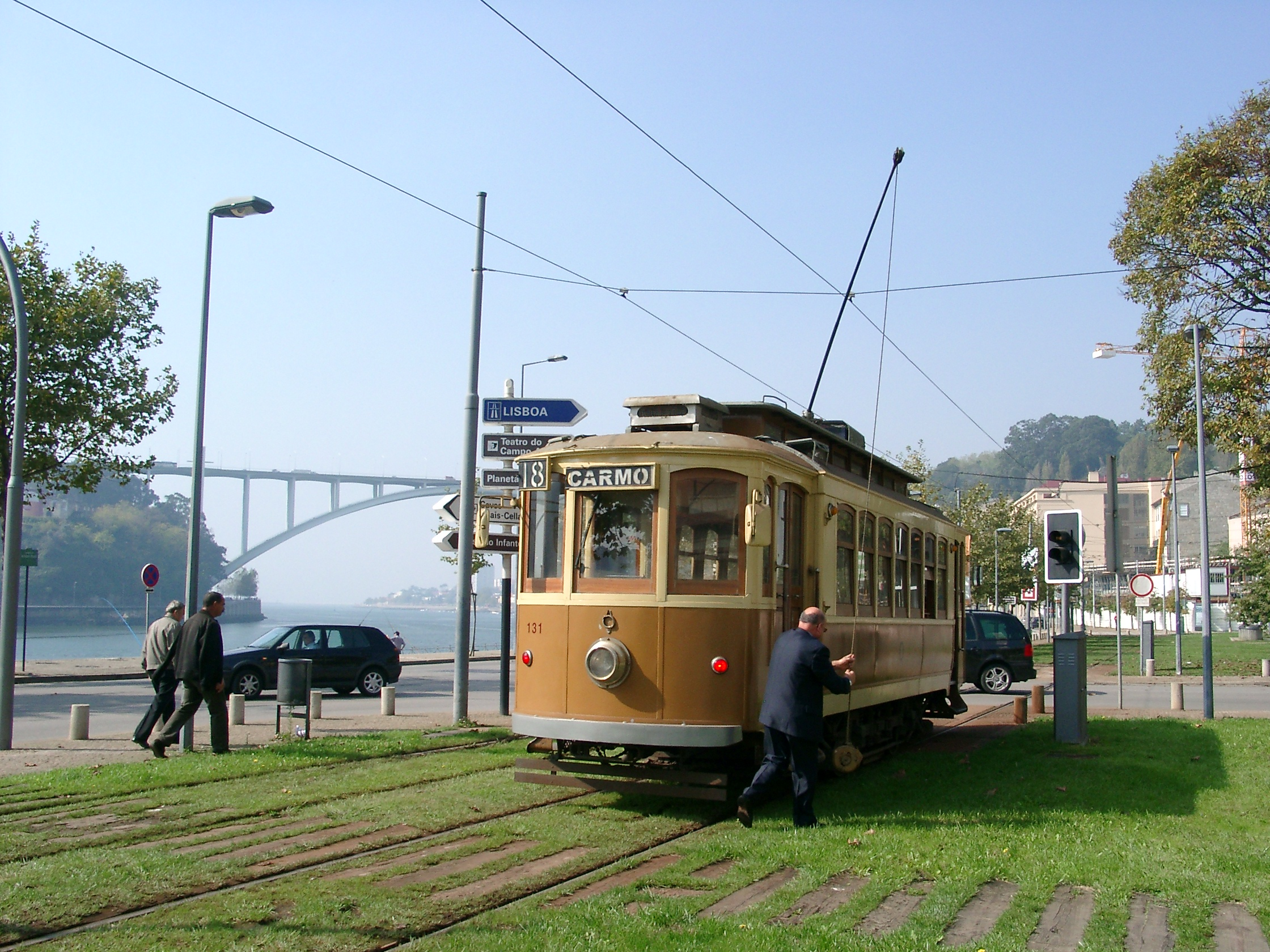
Tramwaj na linii nr 18

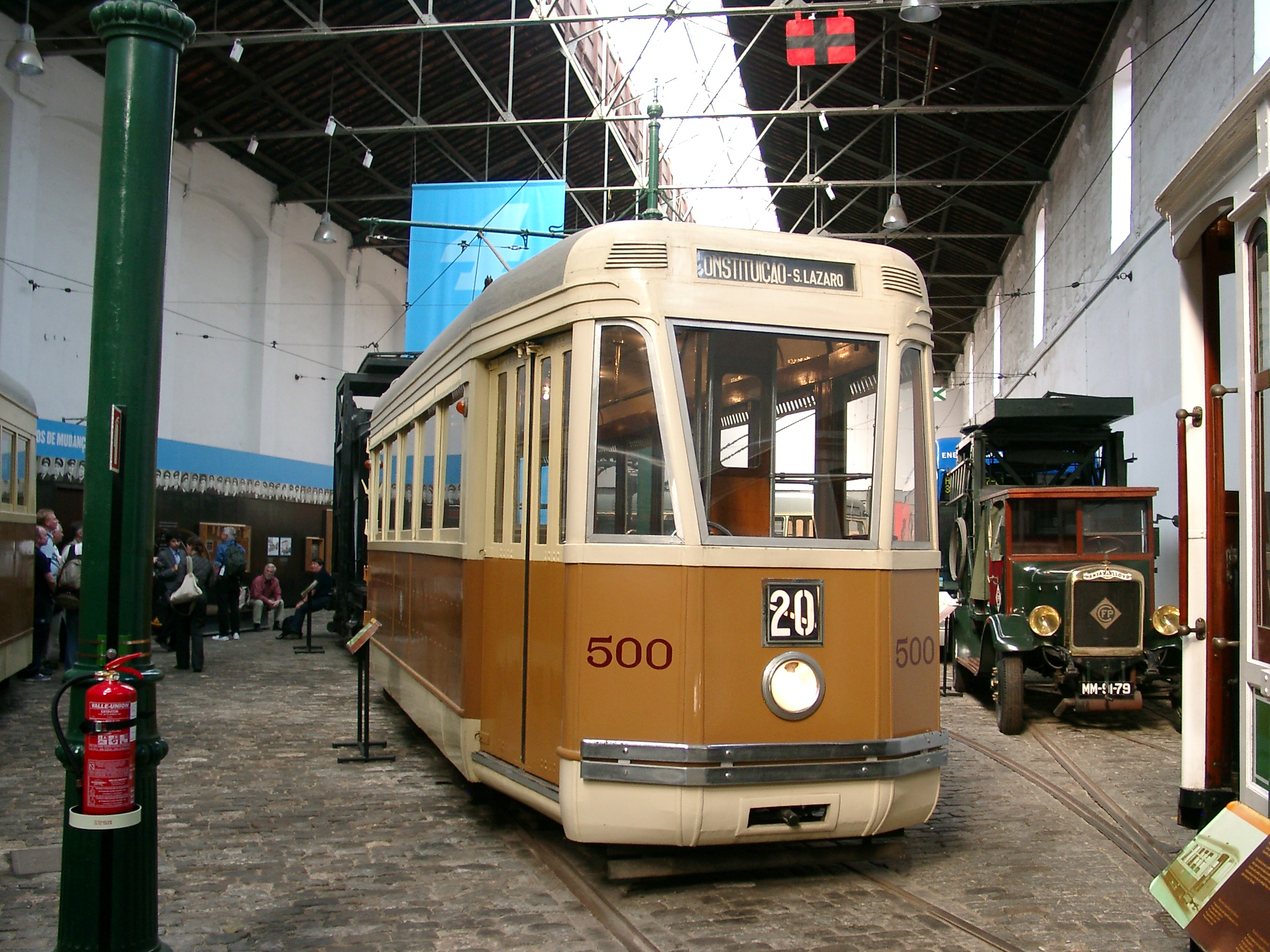
Tramwaj serii 500 w muzeum tramwajów

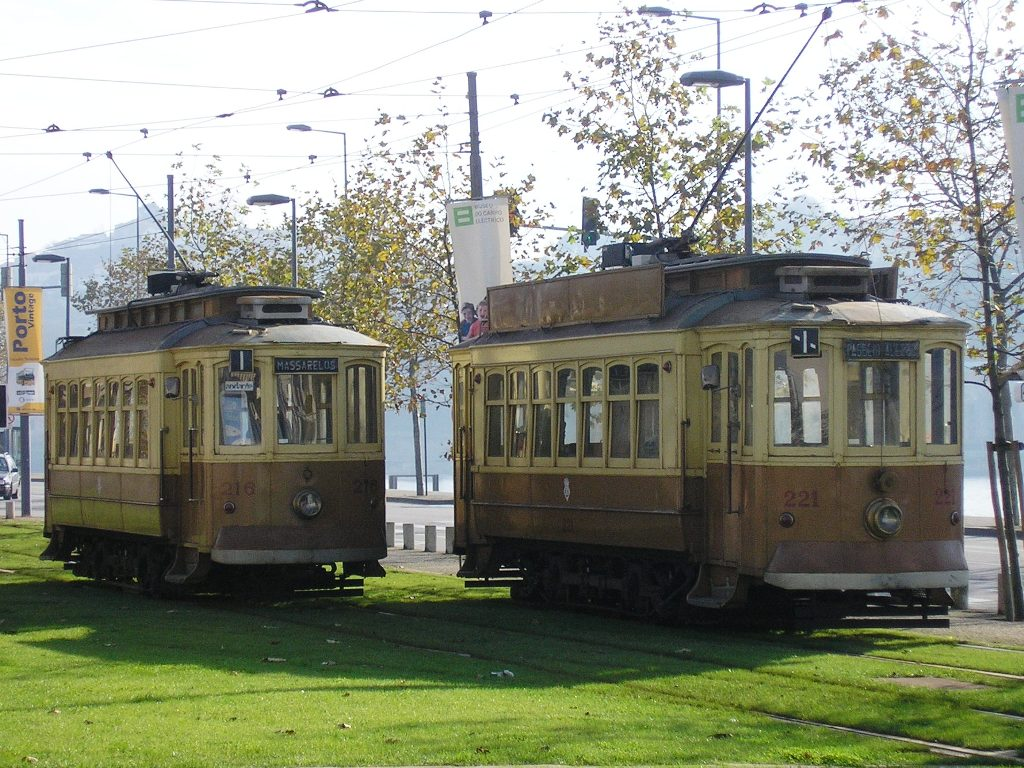
Tramwaje na linii nr 1

Tramwaje w Porto − system komunikacji tramwajowej działający w portugalskim mieście Porto.

## Historia

### 1872−1939
System tramwajowy w Porto jest najstarszy na Półwyspie Iberyjskim. Pierwsze tramwaje w Porto uruchomiono 15 maja 1872 na trasie Infante − Foz (Castelo). Tramwaje na tej linii były ciągnięte przez muły. W 1872 otwarto linię Carmo - Massarelos. Linie te obsługiwała spółka Companhia Carril Americano do Porto á Foz e Matosinhos. W 1873 linię z Foz (Castelo) przedłużono do Matosinhos. 14 sierpnia 1874 wybudowano linię Praça Carlos Alberto do Foz (Cadouços), którą obsługiwała spółka Companhia Carris de Ferro do Porto. W 1875 spółka Companhia Carris de Ferro do Porto otworzyła pierwszą linię miejską: Boavista - Campanhã i Bolho - Aguardente (Marques de Pombal). 3 listopada 1876 wybuchł pożar w zajezdni Boavista. W 1878 na linii Boavista - Foz uruchomiono pierwsze tramwaje parowe w Porto, które zastąpiły na tej linii tramwaje ciągnięte przez muły. W 1882 linię tramwaju parowego z Foz przedłużono do Matosinhos (Roberto Ivens) przez Rua de Gondarém. 18 stycznia 1893 połączono obie firmy. Nowa nazwa to Companhia Carris de Ferro do Porto (CCFP). 12 września 1895 otwarto pierwszą linię tramwaju elektrycznego na trasie Carmo − Arrábida. W 1896 zelektryfikowano linię Infante − Massarelos. W 1897 tramwaje elektryczne zaczęły obsługiwać kolejne trasy:
- od 2 kwietnia do Foz
- od 24 maja na trasie Castelo − Queijo
- 29 października do Matosinhos

19 maja 1899 zelektryfikowano pierwszą linię miejską:
- Praça Dom Pedro - Praça Marques de Pombal

22 września 1904 zakończono elektryfikację sieci. Ostatnią zelektryfikowaną linią była: Carmo − Paranhos. 28 października 1905 otwarto linię Ponte Dom Luiz I − Gaia. W 1912 wprowadzono numerację linii. W 1914 zakończono eksploatację trakcji parowej. 28 lutego 1928 wybuchł pożar w zajezdni Boavista. W czasie pożaru spaliło się 21 wagonów silnikowych, 4 doczepne, 2 wagony silnikowe towarowe, i 1 wagon doczepny towarowy.

### Po 1940
1 lipca 1946 tramwaje przejęło miasto. Nowa nazwa przedsiębiorstwa to Serviço de Transportes Colectivos do Porto (STCP). W 1948 sieć tramwajowa składała się z 82 km tras i 191 wagonów tramwajowych. W 1951 warsztaty STCP wyprodukowały tramwaj serii 500. W 1958 sieć tramwajowa liczyła 81 km i 192 tramwaje. 1 stycznia 1959 zlikwidowano pierwszą linię tramwajową, którą zastąpiono trolejbusową. W 1966 sieć tramwajowa liczyła 72 km tras i 184 wagony tramwajowe. Od 31 grudnia 1966 eksploatowane są tylko wagony silnikowe do tej pory eksploatowane były także w składach z wagonami doczepnymi. W 1967 sieć tramwajowa liczyła 44 km tras i 130 tramwajów. W tym roku zlikwidowano także pierwszą linię tramwajową, którą zastąpiono autobusami. Rok później sieć tramwajowa liczyła 38 km tras i 127 tramwajów. W 1978 sieć tramwajowa liczyła 28 km i 84 tramwajów. Dziesięć lat później sieć tramwajowa liczyła 18 km tras i 50 wagonów. W 1992 w zajezdni tramwajowej Massarelos otwarto muzeum. W czerwcu 1996 w mieście była tylko jedna linia nr 18, którą obsługiwały 3 wagony z częstotliwością 35 minut. Łącznie w mieście w 1996 było 14 km tras tramwajowych i 16 wagonów.

## Zajezdnie tramwajowe[2]
W Porto przed elektryfikacją sieci istniało kilka zajezdni tramwajowych:
- w pobliżu Largo do Ouro, Foz, Cordoaria
- w Cadouços, Fonte da Moura, Bolho

Po elektryfikacji tramwajów w mieście były trzy zajezdnie.

### Arrábida
Pierwsza z nich o nazwie Arrábida była elektrownią. Służyła też jako zajezdnia dla pierwszych tramwajów elektrycznych. Po likwidacji elektrowni budynki zostały zaadaptowane do innych celów. W 2000 budynki zostały zniszczone.

### Boavista[3]
Zajezdnię Boavista otwarto w 1874 dla tramwajów ciągniętych przez muły. Później w zajezdni stacjonowały tramwaje parowe i tramwaje elektryczne. 28 lutego 1928 część zajezdni uległa spaleniu. W 1988 na terenie zajezdni pozostały tylko warsztaty. Okazyjnie teren wykorzystywano jako zajezdnię w czasie prac remontowych. Ostatecznie warsztaty zlikwidowano w sierpniu 1999, a budynki zostały rozebrane.

### Massarelos[4]
Ostatnią czynną do dzisiaj jest zajezdnia Massarelos. W 1915 otwarto elektrownię. Obok elektrowni wybudowano małą halę zajezdni, która była wykorzystywana przez tramwaje które dostarczały węgiel do elektrowni. Elektrownię zlikwidowano w 1957. Od 1991 w hali znajduje się muzeum tramwajów. Od 1988 po zamknięciu zajezdni Boavista pełni rolę zajezdni dla całego taboru tramwajowego.

## Linie
W Porto istnieją trzy linie tramwajowe:
- 1: Passeio Alegre − Infante
- 18: Massarelos − Carmo
- 22: Batalha − Carmo − Batalha